# Táncsicstelep
Táncsicstelep is een plaats en gemeente in het Hongaarse comitaat Szabolcs-Szatmár-Bereg. Táncsicstelep telt 58 inwoners (2001).